# Alexéi Avramenko
Alexéi Nikolaevich Avramenko (Minsk, 11 de mayo de 1977-4 de julio de 2023) fue un político bielorruso. Fungió como Ministro de Transportes y Comunicaciones del 2019 a 2023.

## Biografía
Nacido en Minsk, se graduó en la Universidad Técnica Nacional de Bielorrusia en 1999.
De 2001 a 2006, ocupó los cargos de especialista en jefe, subdirector y jefe del departamento de transporte, comunicaciones e informatización de la oficina del Consejo de Ministros de la República de Bielorrusia. Fue nombrado Ministro de Transportes y Comunicaciones el 15 de enero de 2019.
Avramenko es acusado como probable responsable del desvío del vuelo 4978 de Ryanair del 23 de mayo de 2021 al aeropuerto de Minsk cuando viajaba de Grecia a Lituania, lo que permitió que el periodista Román Protasévich fuera arrestado en Bielorrusia.
Tras el desvío del vuelo de Ryanair, este fue sancionado por varios países. Se consideró que la desviación era una decisión motivada políticamente destinada a arrestar y detener a Protasévich y a su novia Sofía Sapega y que era una forma de represión contra la sociedad civil y la oposición democrática en Bielorrusia.
Falleció repentinamente el 4 de julio de 2023, a la edad de 46 años, y su muerte está relacionada a una serie de muertes sospechosas en relación con Rusia.